# Morteza Mirza Afexar
Morteza Mirza Afexar, (Persa:نصرلاه میرزا افشار), foi um príncipe afexárida e filho de Nader Xá, que foi renomeado como Nasrolá Mirza em honra a sua vitória em Karnal. Ele provou que era um militar talentoso e demostrava seu valor durante a Batalha de Carnal comandando o centro do exército persa que derrotou as forças de Saadate Cã e capturaram a sua pessoa.
Ele também tinha um comando independente durante a Guerra Otomano-Persa de 1743-1746 onde ele foi pedido por Nader Xá que penetrasse no assentamento otomano da província de Moçul e engajasse um dos dois exércitos otomanos enquanto seu pai, Nader, marchava contra o outro exército em Carse no norte. Ele liderou um ataque decisivo sobre Mosul na Batalha de Moçul (1745).